# Lipsaninos
Lipsaninos (Lipsanini) é uma tribo de moscas de asas pintadas da da família Ulidiidae.

## Gênero
Esta tribo contém 17 espécies em 7 gêneros.
- Acrosticta
- Chaetopsis
- Eumetopiella
- Euxesta
- Notogramma
- Stenomyia
- Zacompsia